# Belica (Jagodina)
Pour les articles homonymes, voir Belica.
Belica (en serbe cyrillique : Белица) est un village de Serbie situé sur le territoire de la ville de Jagodina, district de Pomoravlje. Au recensement de 2011, il comptait 340 habitants.
Belica est située à 15 km de Jagodina, sur l'ancienne route qui mène à Kragujevac.

## Démographie

### Évolution historique de la population
| 1948 | 1953 | 1961 | 1971 | 1981 | 1991 | 2002 | 2011 |
| ---- | ---- | ---- | ---- | ---- | ---- | ---- | ---- |
| 767  | 796  | 769  | 662  | 591  | 453  | 393  | 340  |

|  |